# Экспресс-80
Экспресс-80 — спутник связи серии «Экспресс», предназначенный для работы на геостационарной орбите в составе спутниковой группировки ФГУП «Космическая связь» (ГПКС). Орбитальная позиция — 80° в. д.. Оснащен транспондерами диапазонов C, Ku и L. Зона покрытия — вся видимая с точки стояния спутника территория России.
Ввод в эксплуатацию космического аппарата «Экспресс-80» состоялся в марте 2021 года.

## Назначение
Экспресс-80, совместно с Экспресс-103, создан в ИСС имени Решетнева на базе платформы «Экспресс-1000НМ» и предназначен для поддержания орбитальной группировки ФГУП «Космическая связь» в соответствии с планами развития на 2018—2020 годы. Полезная нагрузка — производства Thales Alenia Space Italy.
Спутник Экспресс-80 обеспечивает в зоне покрытия оказание услуг цифрового телевещания, широкополосного доступа, услуг связи на морских и воздушных судах, организацию ТВ-перегонов и магистральных каналов связи.

## Запуск
В феврале 2020 года спутники «Экспресс-80» и «Экспресс-103» были доставлены на космодром Байконур и в марте 2020 года должны были быть выведены в одном запуске на ракете-носителе Протон-М с разгонным блоком Бриз-М. Из-за выявленного брака комплектующих ракеты-носителя запуск был отложен на неопределенный срок, ракета-носитель возвращена в ГКНПЦ им. Хруничева. После устранения брака запуск был назначен на 30 июля 2020 года, но из-за необходимости проведения дополнительных проверок перенесен на 31 июля.
31 июля 2020 года в 00:25 по московскому времени с пусковой установки № 39 площадки № 200 космодрома Байконур состоялся пуск РН «Протон-М». Через 587 секунд орбитальный блок в составе разгонного блока «Бриз-М» и спутников «Экспресс-80» и «Экспресс-103» отделился от третьей ступени РН. Дальнейшее выведение аппарата «Экспресс-80» осуществлялось разгонным блоком «Бриз-М» в течение 17 часов 59 минут. Аппарат штатно отделился от разгонного блока и выведен на суперсинхронную орбиту с апогеем 54 900 км, перигеем 16 689 км, наклонением 0,68° и периодом обращения 23 часа 56 мин 09 с. Довыведение в рабочую точку на геостационарной орбите производилось собственными электрореактивными двигателями спутника в течение 152 суток. Выбор такой схемы выведения обусловлен тем, что возможности «Протон-М» не позволяют осуществить прямое выведение «Экспресс-80» и «Экспресс-103», суммарная масса которых около 4400 кг, на геостационарную орбиту. Для её реализации на Экспресс-80 и Экспресс-103 впервые в практике ИСС были установлены дополнительные двигатели довыведения, хотя сама процедура ранее уже применялась на Экспресс АМ5 и Экспресс АМ6.

## События
9 сентября 2020 года в СМИ появилась информация о том, что во время довыведения на геостационарную орбиту спутник «Экспресс-80» получил повреждения в результате возможного столкновения с космическим мусором. Двигательная установка продолжает функционировать, довыведение продолжается. Оценить последствия происшествия станет возможно только после того, как аппарат окажется в рабочей точке.
6 января 2021 года, после установки «Экспресс-80» в рабочую позицию 80o в. д. на геостационарной орбите, началось тестирование его полезной нагрузки.
25 января было сообщено об окончании лётных испытаний полезной нагрузки и принятии решения о готовности полезной нагрузки спутника «Экспресс-80» к вводу в эксплуатацию в ближайшее время.
15 марта 2021 года спутник «Экспресс-80» был введён в коммерческую эксплуатацию. По информации ГПКС лётные испытания «Экспресс-80» были проведены в полном объёме и с положительными результатами..

## Полезная нагрузка
Полезная нагрузка «Экспресс-80» включает:
- С-дипазон
  - 16 активных и два резервных линеаризованных транспондера
  - 2 радиомаяка
- Ku-дипазон
  - 20 активных линеаризованных транспондеров
  - радиомаяк
- L-диапазон
  - 2 активных транспондера.

На борту аппарата установлены две зеркальные антенны диаметром 2400 мм. Одна работает как передающая в C-диапазоне, вторая как приемо-передающая в Ku-диапазоне и приемная в C-диапазоне. Антенны формируют зону обслуживания, примерно совпадающую с видимой из точки стояния спутника территорией России. Кроме этого установлена антенна глобальной зоны L-диапазона и по одной передающей рупорной антенне диапазонов C и Ku.